# Der Biber

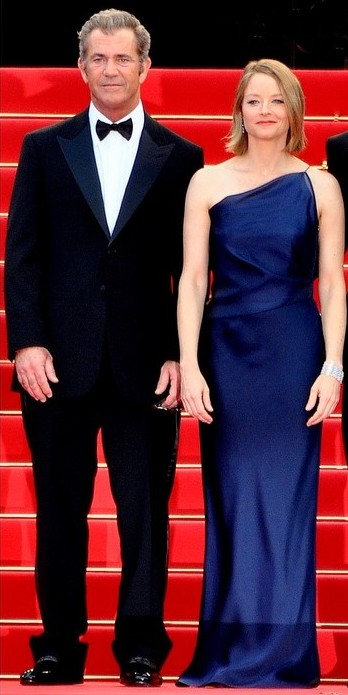
Hauptdarsteller Mel Gibson und Jodie Foster (2011 in Cannes)

Der Biber ist eine Tragikomödie von Jodie Foster aus dem Jahr 2011. Die Hauptrollen spielen Mel Gibson und Jodie Foster.

## Handlung
Walter Black, Erbe einer Spielzeugfabrik und Familienvater, leidet unter einer chronischen Depression. Dadurch ist er kaum noch fähig, zu kommunizieren und sein Unternehmen zu leiten. Als seine Frau Meredith sich von ihm trennt, trinkt er und versucht sich das Leben zu nehmen. Dann jedoch findet er in einem Mülleimer eine Biber-Handpuppe. Mit ihrer Hilfe kann er fortan wieder mit anderen Menschen in Kontakt treten und den Alltag bewältigen. Doch der Biber übernimmt mehr und mehr die Kontrolle über sein Leben. Als Walter diese Abhängigkeit erkennt, versucht er, sich von der Puppe zu trennen, was ihm jedoch erst durch das gewaltsame Abtrennen seines Unterarms gelingt.
Walters älterer Sohn Porter lehnt seinen Vater und dessen für ihn peinliches Verhalten lange Zeit ab. Nachdem das Mädchen Norah, für das er eine Abschlussrede geschrieben hat, öffentlich ihren Betrug gesteht und über ihr Trauma durch den Verlust ihres durch Suizid gestorbenen Bruders spricht, erkennt Porter den Wert seines Vaters, der sich inzwischen in einer Klinik befindet, und spricht sich mit ihm aus. Ob Walter Black wieder in sein normales Leben zurückfindet, lässt die Geschichte offen.

## Produktion
Kyle Killens Drehbuch zu Der Biber entstand bereits mehrere Jahre vor dem Kinofilm, wurde jedoch von keinem Studio umgesetzt. 2008 erhielt es eine Auszeichnung als bestes nicht-realisiertes Drehbuch. Erst als Jodie Foster Interesse an dem ungewöhnlichen Stoff zeigte, rückte die Verfilmung in greifbare Nähe. Sie übernahm gleichzeitig eine Hauptrolle und die Regie. Damit wurde Der Biber zu ihrer dritten Arbeit als Regisseurin. Steve Golin, der bereits mit originellen Produktionen wie Vergiss mein nicht! und Being John Malkovich eine gewisse Wagnisbereitschaft gezeigt hatte, produzierte den Film.
Der Biber wurde in Westchester County (New York) gedreht. Ein Teil des Films wurde in der White Plains High School in White Plains, New York gefilmt. Die Dreharbeiten wurden im November 2009 abgeschlossen. Bevor Gibson engagiert wurde, waren Steve Carell und Jim Carrey für die Hauptrolle vorgesehen.

## Veröffentlichung
Der Biber hatte seine Weltpremiere auf dem South by Southwest Film Festival am 16. März 2011. Die Los Angeles Times berichtete, dass der Film „relativ freundlich“ aufgenommen wurde.

## Kritiken
Rotten Tomatoes zählt 60 % positive Bewertungen bei insgesamt 172 Kritiken (Stand September 2013). Resümierend heißt es, „Jodie Fosters visueller Instinkt und Mel Gibsons Gesamtleistung tragen einen aufrichtigen, geradlinigen Film.“
Die Zeit lobt Der Biber als „einen mutigen Film, der sich als Boulevardstück gibt“ und bemängelt lediglich das Hollywood-Happy-End.
Der film-dienst urteilte: „Sieht man von einer überflüssigen Verdoppelung des Grundkonflikts in einer Nebenhandlung mit Walters Sohn Porter ab und ignoriert, dass der Film unvermittelt Horrorzüge von „Chucky, die Mörderpuppe“ annimmt, dann kann man „Der Biber“ als einen zwar exzentrischen, aber durchaus originellen Versuch ansehen, angemessene filmische Mittel für das Erzählen einer eigentlich recht unspektakulären, aber weit verbreiteten Krankheit zu finden.“